# Rose-Atoll
Das Rose-Atoll, auch Rose Island, ist ein unbewohntes, nahezu quadratisch geformtes Atoll im Pazifischen Ozean, das zum Territorium Amerikanisch-Samoas gehört. Die Landfläche beträgt 0,214 km², und die Gesamtfläche des Atolls mit Lagune beträgt rund 5 km². Im Nordosten des Korallenriffs liegen zwei Inseln, die größere Rose Island im Osten und die vegetationslose Sand Island im Norden.
Das Rose-Atoll bildet das am weitesten südlich gelegene Territorium der USA.
Die erste dokumentierte Sichtung eines Europäers erfolgte durch Louis de Freycinet im Jahr 1819, der das Atoll nach seiner Frau Rose de Freycinet Île de Rose nannte. 1824 wurde das Atoll von einer Expedition unter Otto von Kotzebue, der es nach seinem ersten Leutnant Kordinkow benannte, erneut gesichtet.
Die zwei Inselchen bilden als bedeutender Vogelrastplatz und Brutplatz der Grünen Meeresschildkröte seit 1973 das Rose Atoll National Wildlife Refuge. 2009 wurde zudem das Rose Atoll Marine National Monument ausgewiesen. Die Betreuung der beiden Schutzgebiete liegt beim U.S. Fish and Wildlife Service und der Regierung von Amerikanisch-Samoa.

## Mögliche Flächenreduzierung des Rose Atoll Marine National Monuments
Am 26. April 2017 wies Präsident Trump mit Executive Order 13792 das Innenministerium der Vereinigten Staaten an, die Flächengröße von 27 National Monuments, welche nach dem 1. Januar 1996 ausgewiesen wurden und mindestens 100.000 Hektar Flächengröße haben, zu überprüfen. Am 24. August legte Innenminister Ryan Zinke den Abschlussbericht zur Executive Order 13792 vor. Der Abschlussbericht forderte die Flächenreduzierung vom Bears Ears National Monument, Cascade-Siskiyou National Monument, Gold Butte National Monument, Grand Staircase-Escalante National Monument, Pacific Remote Islands Marine National Monument und Rose Atoll Marine National Monument. Ferner sollen bei allen geprüften National Monuments mehr traditionelle menschliche Nutzungen wie Beweidung, Holzeinschlag, Kohleabbau und kommerzielle Fischerei innerhalb der Schutzgebiete zugelassen werden. Zinke begründete dies damit, dass Präsidenten in den letzten Jahrzehnten zu weit gegangen seien, um kommerzielle Aktivitäten in den National Monuments einzuschränken. Eine Flächenreduzierung des Rose Atoll Marine National Monuments wurde durch Präsident Trump, anders als bei anderen Monumenten, nicht durchgeführt.

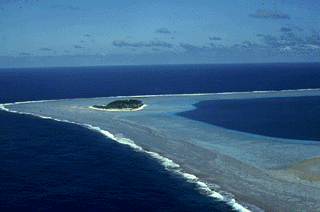
Luftaufnahme von Rose Island
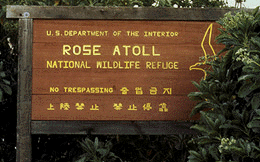
Hinweistafel des USFWS
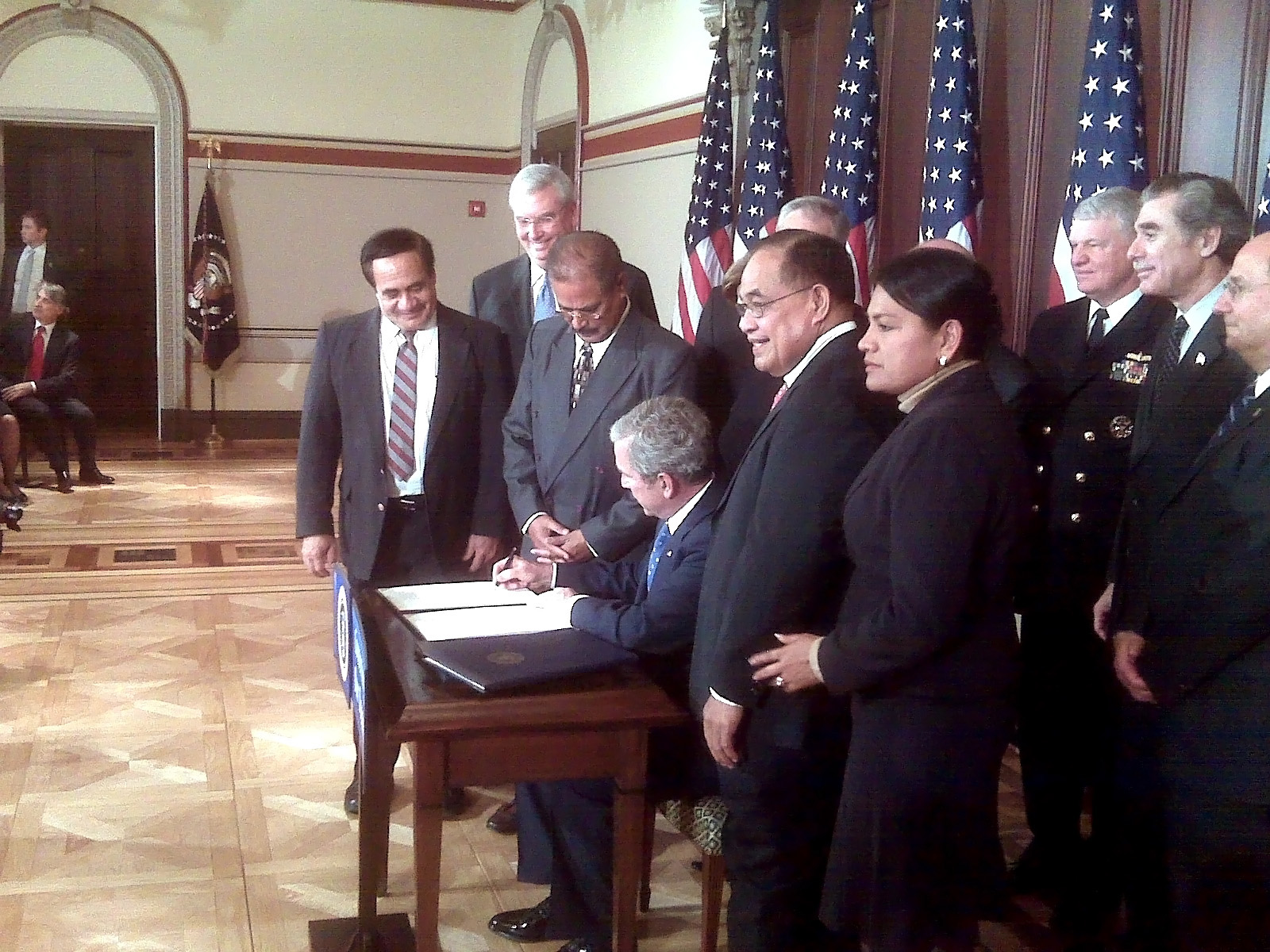
President Bush bei Ausweisung des Rose Atoll Marine National Monument am 6. Januar 2009